# Корнелия Африканска Старша
Корнелия Африканска Старша (на латински: Cornelia Africana Major; * 201 пр.н.е.) е първата дъщеря на Емилия Паула Терция и Сципион Африкански.
Тя се омъжва за Публий Корнелий Сципион Назика Коркул, неин втори братовчед. Има син Публий Корнелий Сципион Назика Серапион, консул през 138 пр.н.е.
Корнелия Африканска Старша има два братя Луций Корнелий Сципион и Публий Корнелий Сципион и една сестра Корнелия Африканска Младша.
1. 1 2  Cornelia (406) //   Посетен на 10 юни 2021 г.
2. ↑  878 //   Посетен на 10 юни 2021 г.
3. 1 2 3 4  Cornelia (406) //   Посетен на 10 юни 2021 г.
4. ↑  1331 //   Посетен на 10 юни 2021 г.
5. ↑  1285 //   Посетен на 10 юни 2021 г.
6. ↑  3946 //   Посетен на 10 юни 2021 г.
7. ↑  1396 //   Посетен на 10 юни 2021 г.
8. ↑  1513 //   Посетен на 10 юни 2021 г.